# Oulad Khaoua
Oulad Khaoua, Oulad Khawa, Wlad khawa (en arabe : أولاد خاوا ou  أولاد خاوة) est une tribu arabemarocaine. Leur présence est concentrée autour du fleuve Moulouya
.

## Origine

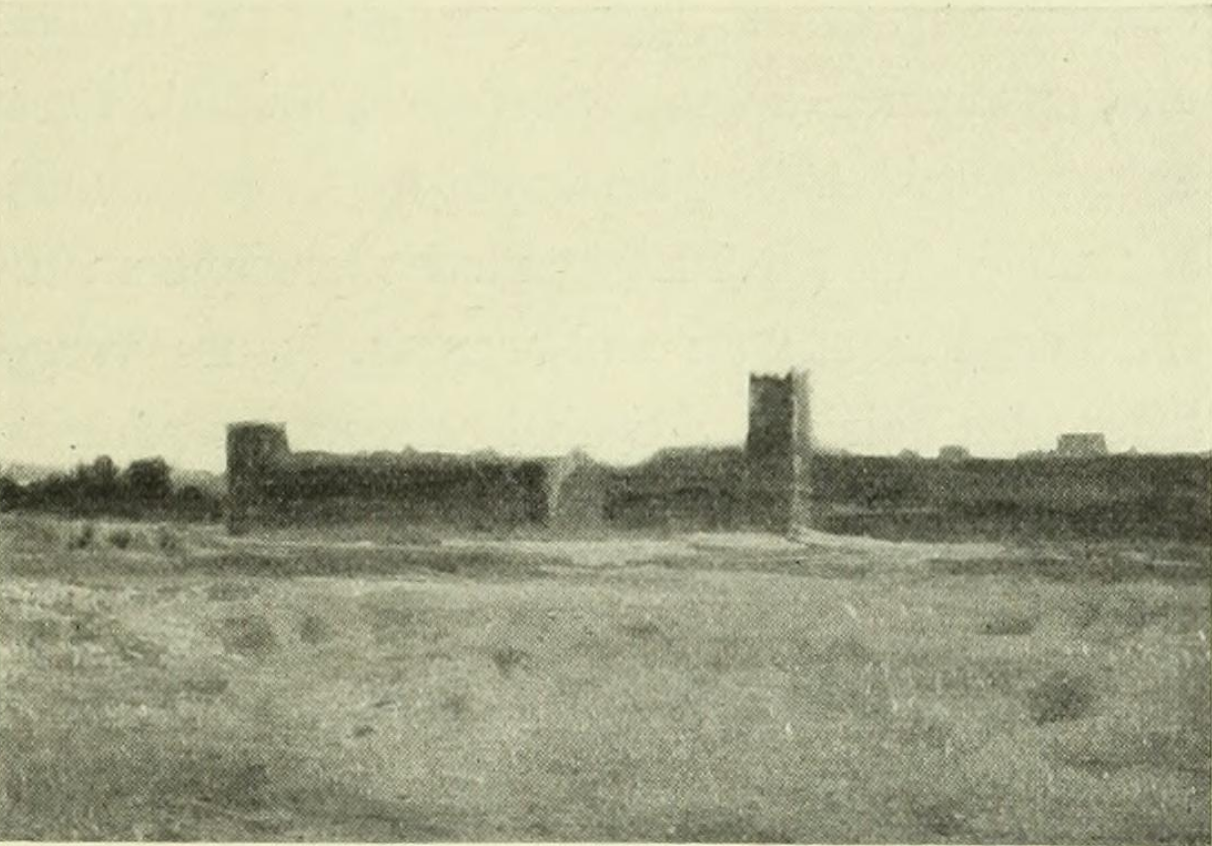
Qcar des Beni Ahsen (Ouizert) 1904

## Origine du nom de la tribu
Oulad Khaoua (en arabe : أولاد خاوا) signifie en arabe "les fils des frères". D'après les récits oraux des anciens membres de la tribu, il existe deux explications possibles pour ce nom :
- La première explication : suggère que cette tribu résulte de la fusion de trois sous-tribus sans lien de sang. Afin de créer des liens solides, les fondateurs ont décidé de former une fraternité entre eux (Khaoua en arabe signifie "fraternité"). Ainsi, les enfants appelaient les autres membres "fils de mon oncle", une appellation toujours utilisée aujourd'hui, comme "Oulad Aami", qui signifie "fils de mon oncle", bien que, dans un sens strict, ces personnes ne soient pas nécessairement des cousins.

- La deuxième explication : généralement, les nomades établissent leurs tentes de manière isolée. Cependant, les membres d'Oulad Khaoua ont choisi de regrouper leurs tentes en un seul endroit. L'inconvénient de cette organisation est que les brebis surexploitent les sols environnants. Néanmoins, le principal avantage réside dans la sécurité. Ainsi, les tribus voisines ont commencé à utiliser le nom "Oulad Khaoua" pour désigner cette tribu qui, en brisant quelque peu les règles des nomades, privilégiait le bien-être de la communauté ("Khaoua") plutôt que les intérêts personnels, dans le but de préserver leur sécurité.

On note que les voisins Amazighs appellent cette tribu 'Ikhaouin', une déformation du mot 'Khaoua'.

## Étude bibliographique sur la tribu Oulad Khaoua

### Voyage au Maroc 1899-1901, René de Segonzac[4]
Page 185-186:
L'auteur décrit les Oulad Khaoua, une tribu arabe mi-nomade et mi-sédentaire vivant près de l'oued Ouizert. Alliés aux Oulad el-Hadj contre les 
Berbères (dans le text original figure "Barbers"), ils ont une histoire de conflits marqués par des raids et des pillages. Les Oulad Khaoua protègent les Béni Ahsen locaux, qu'ils rançonnent en échange. Leur territoire est caractérisé par des qaçbas, des oasis verdoyantes, et des terres autrefois riches en faune.
Dans ce livre, l'écrivain René Segonzac mentionne que la tribu Oulad Khaoua se compose de quatre sous-tribus :
- Oulad Daho.
- Oulad Mençour.
- El-Hachelfa.
- Lhoumel.

### Bulletin Officiel 4 Novembre 1932[6]
Dans ce journal officiel, la tribu des Oulad Khaoua est citée comme suit : 

«Les contribuables des caidats Ahl Missour Igli, Oulad Khaoua et Chorfa de Ksabi sont informés que le réle du tertib ct des prestations des indigénes, pour l’année 1y32, est mis en recouvrement
4 la date du 2 novembre 1932.»

### L'Empire de la Méditerranée, Paris, éd. Perrin, 1904[7]
Les Brâber, peu fervents en islam, sont plus superstitieux et vénèrent les marabouts. Leur territoire s'étend jusqu'aux crêtes du Moyen-Atlas, où ils affrontent régulièrement des tribus arabes comme les Oulad-Khaoua. Guerriers redoutables, ils mènent surtout des razzias plutôt que de véritables campagnes. Leurs actions détermineront le sort du rival de Mouley-abd-el-Aziz, selon qu'elles s'unissent ou se divisent.